# Бибер (приток Лана)
Бибер, в верховье Штрупбах, (нем. Bieber, Strupbach) — река в Германии, протекает на северо-западе района Гисен земли Гессен. Правый приток Лана. Площадь бассейна реки составляет 34,603 км², длина реки — 13,4 км.
Течёт в юго-юго-восточном направлении и впадает в Лан к югу от коммуны Хойхельхайм.
Название происходит от слова нем. biber — «бобёр».